# Lago di Cadagno
Il lago di Cadagno è un lago meromittico naturale sito in Val Piora, nel comune di Quinto, canton Ticino, a un'altitudine di 1921 metri sopra il livello del mare.

## Descrizione
La sua meromissi crenogenica ne fa un unicum in tutta la regione europea. Questa caratteristica, di avere praticamente nello stesso specchio d'acqua due laghi sovrapposti che non si mescolano mai, ne fa oggetto di una costante osservazione da parte del Centro di biologia alpina di Piora sorto nelle vicinanze del lago. In questo centro si alternano annualmente più di 2000 ricercatori provenienti da tutta Europa e dagli USA, per studiare il fenomeno in loco.
Il lago ha una profondità di circa venti metri, la parte superiore è composta da acque limpide e dolci profonde circa 8 metri. La parte inferiore è composta da acqua a forte concentrazione salina che non permette praticamente lo sviluppo di alcuna forma di vita per presenza di acido solfidrico (H2S) e altri composti altamente tossici. Tra i due strati, cioè al chemoclino, per uno spessore di circa due metri vi è uno strato di acqua dalla forte colorazione rossa. La colorazione è data dalla presenza in questo strato del batterio Chromatium okenii.
Questo organismo assieme ad altri, trova le sue condizioni ideali di vita in presenza di luce e acido solfidrico e assenza di ossigeno. In queste condizioni il batterio trasforma i composti chimici velenosi e rende l'acqua della parte superiore perfettamente potabile e atta allo sviluppo di vita acquatica tipica dei laghi di altitudine. Esso in pratica è un perfetto depuratore naturale e per questo motivo oggetto di importanti studi. Il lago non è alimentato da immissari di superficie importanti ma da sorgenti d'acqua sulfurea poste sul fondo del lago.